# A. G. Riddle
Join A. G. Riddle (...) è uno scrittore statunitense, noto per romanzi thriller e di fantascienza. Firma i propri libri come A. G. Riddle.

## Biografia
È cresciuto a Boiling Springs in Carolina del Nord, si è laureato all'UNC-Chapel Hill, durante il college ha fondato una società con un amico d'infanzia. Ha lavorato per una decina di anni in società on line. Da allora si è dedicato alla sua vera passione: scrivere libri. Ha iniziato pubblicando direttamente on line i libri che scrive. Ha venduto milioni di copie e i suoi libri sono stati tradotti in 19 lingue.
Attualmente vive a Parkland, Florida, con sua moglie e sua figlia.

## Opere
Serie The Revelation Saga
1. Atlantis Genesi (The Atlantis Gene, 2013)
2. Atlantis Secret (The Atlantis Plague, 2013)
3. Atlantis Code (The Atlantis World, 2014)

Serie The Extinction Files
1. Epidemia mortale (Pandemic, 2017)
2. Genesi (Genome, 2017)

Serie Il Lungo Inverno
1. Un mondo di ghiaccio (Winter World, 2019)
2. Guerra solare (The Solar War, 2019)
3. La colonia perduta (The Lost Colony, 2019)

### Libri singoli
- I sopravvissuti del volo 305 (Departure, 2014)
- ?? (The Extinction Trials, 2021)

## Filmografia
20th Century Fox sta realizzando un film basato sul libro "I sopravvissuti del volo 305"